# Trond Nymark
Trond Nymark (* 28. Dezember 1976 in Bergen) ist ein ehemaliger norwegischer Leichtathlet, der vor allem im 50-km-Gehen erfolgreich war.
Nymark gewann seine ersten Landesmeistertitel in den 1990er Jahren. 1997 und 1998 wurde er Meister im 10.000-Meter-Bahngehen, 1997 siegte er auch auf der 20-Kilometerdistanz. 1998 und 1999 wurde er norwegischer Meister über 50 Kilometer und 2000 wieder über 20 Kilometer. 2004 gewann er sowohl über 20 Kilometer als auch über 50 Kilometer und 2005 gewann er nochmals über 50 Kilometer.
International war Nymark zwar bei den Weltmeisterschaften 1999 in Sevilla und 2001 in Edmonton über 50 Kilometer am Start, erreichte aber jeweils nicht das Ziel. Bei den Europameisterschaften 2002 konnte sich Nymark erstmals weit vorn platzieren, als er den fünften Platz erreichte, er hatte aber sechs Minuten Rückstand auf Bronze. Es folgten ein achter Rang bei den Weltmeisterschaften 2003 in Paris/Saint-Denis und ein 13. Rang bei den Olympischen Spielen 2004 in Athen. 2005 erreichte er bei den Weltmeisterschaften in Helsinki den vierten Platz mit etwas über zwei Minuten Abstand auf Bronze.
Beim Geher-Weltcup am 14. Mai 2006 in A Coruña verbesserte Nymark seine persönliche Bestzeit auf 3:41:30 h und belegte damit den zweiten Platz hinter dem Russen Denis Nischegorodow. Bei den Europameisterschaften 2006 wurde Nischegorodow disqualifiziert, während Nymark lange Zeit wie der sichere Sieger aussah. Ihn verließen aber am Schluss in einem reinen Regenrennen die Kräfte, und er wurde noch vom Franzosen Yohann Diniz, dem Spanier Jesús Ángel García und dem Russen Juri Andronow überholt. Mit fast drei Minuten Rückstand auf Diniz und fast einer Minute Rückstand auf Andronow belegte Nymark den vierten Platz. 2007 kam Nymark beim Europacup in Leamington Spa bis auf eine Sekunde an seine Bestzeit aus dem Vorjahr heran und wurde damit erneut Zweiter hinter einem Russen, diesmal war es Wladimir Kanaikin. Bei den Weltmeisterschaften 2007 in Osaka belegte Nymark den achten Platz. 2008 konnte Nymark beim Weltcup mit einem dritten Platz erneut eine Platzierung auf dem Siegespodest erreichen, bei den Olympischen Spielen in Peking gelangte er hingegen nicht ins Ziel.
Bei den Weltmeisterschaften 2009 in Berlin gewann er in einer Zeit von 3:41:16 h die Goldmedaille über 50 Kilometer vor dem Spanier Jesús Ángel García.
Nymarks 20-Kilometer-Bestzeit steht seit 2004 bei 1:22:52 h. Er ist 1,80 m groß und wiegt 64 kg.